# Pierre Matisse
Pierre Matisse   (Bohain-en-Vermandois, 13 de juny de 1900 - Mònaco, 10 d'agost de 1989) va ser un marxant (venedor d'art) que va desenvolupar la seva activitat a la ciutat de Nova York. Era el fill petit del pintor Henri Matisse.

## Biografia
Pierre Matisse nasqué a Bohain-en-Vermandois. Va treballar a la prestigiosa galeria d'art Barbazanges-Hodebert de París. El 1924 Pierre es traslladà a Nova York.

## La Pierre Matisse Gallery
L'any 1931, Matisse obrí la seva pròpia galeria d'art al Fuller Building de la ciutat de Nova York. La Pierre Matisse Gallery, que existí fins a la seva mort el 1989, va esdevenir una part influent del Modern Art movement a Amèrica. Matisse va representar i va fer exposar a molts artistes europeus i uns pocs d'americans a Nova York, sovint per primera vegada. Matisse va exposar obres dels pintors Joan Miró, Marc Chagall, Alberto Giacometti, Jean Dubuffet, André Derain, Yves Tanguy, Le Corbusier, Paul Delvaux, Wifredo Lam, Jean-Paul Riopelle, Balthus, Leonora Carrington, Zao Wou Ki, Sam Francis, i dels escultors Theodore Roszak, Raymond Mason  i Reg Butler, i altres artistes incloent també a Henri Matisse.

## Família
Matisse es va casar tres vegades. Del seu primer matrimoni amb Alexina "Teeny" Sattler (més tard Alexina Duchamp), va tenir tres fills: Paul Matisse, Jacqueline i Peter. Es va separar l'any 1949 i Matisse es va casar amb Patricia Kane Matta, l'anterior esposa del pintor Roberto Matta. En quedar vidu, el 1974, Matisse es va casar amb la Comtessa Maria-Gaetana "Tana" Matisse, filla del diplomàtic Karl von Spreti. El 1989 Pierre Matisse morí a St .Jean Cap Ferrat, França.